# Joanne (album)
Joanne je peti studijski album američke pjevačice Lady Gage. Album je objavljen 21. listopada 2016. godine, a objavila ga je diskografska kuća Interscope Records. U Hrvatskoj je objavljen 26. listopada 2016. godine. 
Gaga, Mark Ronson i BloodPop producirali su album, a gostujući producenti bili su Kevin Parker, Emile Haynie, Jeff Bhasker i Josh Homme. Glazbeno, Joanne je jednostavni country, soft rock i dance-pop album, koji fokus stavlja na vokalne sposobnosti izvođača. Tekstovno, album govori o obitelji i životnim emocijama; smrt Gagine ujne Joanne Stefani Germanotte uvelike je utjecala na album.

## Popis pjesama
- 1."Diamond Heart" (Stefani Germanotta, Mark Ronson, Josh Homme) 3:30
- 2."A-Yo" (Germanotta, Hillary Lindsey, Ronson, Michael Tucker) 3:28
- 3."Joanne" (Germanotta, Ronson) 3:17
- 4."John Wayne" (Germanotta, Ronson, Tucker, Homme) 2:54
- 5."Dancin' in Circles" (Germanotta, Beck Hansen, Tucker, Ronson) 3:27
- 6."Perfect Illusion" (Kevin Parker, Germanotta, Ronson, Tucker) 3:02
- 7."Million Reasons" (Germanotta, Lindsey, Ronson) 3:25
- 8."Sinner's Prayer" (Germanotta, Josh Tillman, Ronson, Thomas Brenneck) 3:43
- 9."Come to Mama" (Tillman, Germanotta, Emile Haynie) 4:15
- 10."Hey Girl" featuring Florence Welch (Welch, Germanotta, Ronson) 4:15
- 11."Angel Down" (Germanotta, Nadir Khayat) 3:49

## Osoblje
Zasluge prepisane iz knjižice unutar CD-a.

### Glazba
- Victor Axelrod – glasovir (pjesma 8), sintisajzer (pjesma 10)
- Jeff Bhasker – sintisajzeri (pjesma 1)
- BloodPop – sintisajzer (pjesme 4–6, 8, 12), klavijature (pjesme 3, 7, 11), orgulje (pjesma 2), bas-gitara (pjesma 6), bubnjevi (pjesma 11)
- Thomas Brenneck – gitare (pjesme 2, 8, 10)
- Jack Byrne – gitara (pjesma 10)
- J. Gastelum Cochemea – saksofon (pjesma 2)
- Dave Guy – truba (pjesma 2)
- Este Haim – udaraljke (pjesma 2)
- Emile Haynie – bubnjevi, dodatni sintisajzeri (pjesma 9)
- Matt Helders – bubnjevi (pjesma 1)
- Ian Hendrickson-Smith – saksofon (pjesma 2)
- Josh Homme – gitara (pjesme 1–2, 4, 6), bubnjevi (pjesma 4),
- James King – saksofon (pjesma 9)
- Brent Kolatalo – bubnjevi (pjesma 9)
- Steve Kortyka – saksofon (pjesma 13)
- Lady Gaga – vokali (na svim pjesmama), glasovir (pjesme 7, 9–11, 13–14), udaraljke (pjesme 2–3), prateći vokali (pjesma 9)
- Don Lawrence – vokalne instrukcije
- Sean Lennon – gitara (pjesma 8)
- Ken Lewis – bubnjevi (pjesma 9)
- Hillary Lindsey – dodatni vokali (pjesme 7, 12), gitara (pjesma 7), pozadinski vokali (pjesma 8)
- Kelsey Lu – violončelo (pjesma 10)
- Leon Michels – klavijature, mellotron (pjesma 8)
- Tom Moth – harfa (pjesma 10)
- Nicholas Movshon – bas-gitara (pjesme 8, 10)
- Brian Newman – truba (pjesme 2, 13)
- Kevin Parker – bubnjevi, gitara, sintisajzer (pjesma 6)
- RedOne – gitara (pjesma 14)
- Mark Ronson – bas-gitara (pjesme 1–4, 7, 9, 12–13), gitara (pjesme 2–7, 9, 12–13), klavijature (pjesme 3, 13), mellotron (pjesme 3, 11), sintisajzer (pjesma 1), električni glasovir (pjesma 6)
- Anthony Rossomando – gitara (pjesma 12)
- Harper Simon – gitara (pjesma 3)
- Homer Steinweiss – bubnjevi (pjesme 8, 10, 13)
- Josh Tillman – bubnjevi (pjesma 1)
- Florence Welch – vokali (pjesma 10)

### Produkcija
- Ben Baptie – miksanje (pjesme 11, 13)
- Jeff Bhasker – produciranje (pjesma 1)
- Joshua Blair – snimanje (pjesme 1–13)
- BloodPop – produciranje (pjesme 1–12), ritam pjesama (pjesme 1–7, 12), programiranje (pjesme 8, 10),  programiranje sintisajzera (pjesma 9)
- Brandon Bost – asistent miksera (pjesme 1, 3–4, 7–10, 12), snimanje (pjesma 7)
- Johnnie Burik – asistent snimatelja (pjesma 3)
- Christopher Cerullo – asistent snimatelja (pjesma 10)
- Chris Claypool – asistent snimatelja (pjesma 10)
- David "Squirrel" Covell – asistent snimatelja (pjesme 1–10, 12), snimanje (pjesma 11)
- Tom Coyne – mastering (sve pjesme)
- Matthew Cullen – snimanje (pjesma 8)
- Riccardo Damian – snimanje (pjesme 1, 13)
- Abby Echiverri – asistent snimatelja (pjesma 8)
- Tom Elmhirst – miksanje (pjesme 1, 3–4, 7–10, 12)
- Serban Ghenea – miksanje (pjesme 2, 5–6)
- John Hanes – inženjer zvuka (pjesme 2, 5–6)
- Michael Harris – asistent snimatelja (pjesma 10)
- Emile Haynie – produciranje (pjesma 9)
- Josh Homme – produciranje (pjesma 1)
- T.I. Jakke – miksanje (pjesma 14)
- Jens Jungkerth – snimanje (pjesme 8, 10)
- Brent Kolatalo – snimanje (pjesma 9)
- Lady Gaga – produciranje (all pjesme)
- Ken Lewis – snimanje (pjesma 9)
- Barry McCready – asistent snimatelja (pjesme 2, 4–7, 9, 11–13), snimanje (pjesma 13)
- Ed McEntee – asistent snimatelja (pjesma 8)
- Randy Merrill – mastering (all pjesme)
- Trevor Muzzy – snimanje (pjesma 14)
- Kevin Parker – produciranje (pjesma 6)
- Charley Pollard – asistent snimatelja (pjesma 4)
- RedOne – produciranje, miksanje, programiranje (pjesma 14)
- Benjamin Rice – snimanje (pjesme 2, 12)
- Mark Ronson – produciranje (pjesme 1–13)
- Dave Russell – snimanje (pjesma 3)
- Brett "123" Shaw – snimanje (pjesma 10)
- Justin Smith – snimanje (pjesme 1, 3, 8), asistent snimatelja (pjesme 2, 4, 6, 11)
- Joe Visciano – asistent miksera (pjesme 1, 3–4, 7–10, 12), snimanje (pjesma 7)
- Alekes Von Korff – snimanje (pjesma 14)

### Menadžment
- Bobby Campbell – menadžment
- Lisa Einhorn-Gilder – koordinator produkcije
- Ashley Gutierrez – asistentica Lady Gage
- John Janick – menadžment
- Lady Gaga – izvršni producent
- Mark Ronson – izvršni producent
- Sandra Amador – stiliziranje
- Frederic Aspiras – frizure
- Andrea Gelardin – kreativna režija, fotografija
- Ruth Hogben – kreativna režija, fotografija
- Lady Gaga – kreativna režija, fotografija
- Brandon Maxwell – kreativna režija, modna režija
- Brian Roettinger – grafički dizajn
- Collier Schorr – fotografija
- Sarah Tanno – šminka
- Florence Welch – fotografija
- An Yen – grafički dizajn